# 金川弘敦
金川弘敦（Hiro Kanagawa），1963年10月13日—）是活躍於加拿大的男演員與聲優。出生於日本北海道札幌市，是英語系演員工會的成員，身高174公分。以不列顛哥倫比亞省溫哥華市為主要活動據點。

## 生平
他的父親是出身室蘭市、曾任北海道大學教授的金川弘司。由於父親工作的關係，他自3歲起便在加拿大與美國之間往返生活，直到初中畢業才回到日本，定居於東京都杉並區。1978年至1982年間，他在三鷹市的雅馬哈音樂教室學習音樂。
高中畢業後，他前往美國求學，陸續就讀並畢業於斯考希根繪畫雕塑學校（Skowhegan School of Painting and Sculpture）、明德大学、天普大學以及西門菲莎大學研究所。1990年起他定居於加拿大溫哥華。
之後他取得加拿大國籍，並於1992年正式出道。以舞台劇為主要活動領域，在電視劇與電影中多飾演配角。自2001年起也展開聲優活動。